# Martha Laurijsen
Martha Laurijsen est une rameuse néerlandaise née le 15 avril 1954 à Utrecht. 

## Palmarès
- Jeux olympiques d'été de 1984 à Los Angeles
  -  Médaille de bronze en huit[1].